# ومكان (عليا أردستان)
ومکان (بالفارسية: ومکان) هي قرية تقع في إيران في قسم علیا الريفي. يقدر عدد سكانها بـ 38 نسمة بحسب إحصاء 2016.